# Carroll Gardens (Brooklyn)
Carroll Gardens es un barrio en el distrito de Brooklyn, Nueva York (Estados Unidos). La zona fue nombrada en honor a Charles Carroll, un veterano de la Guerra de Independencia de los Estados Unidos que también fue el único firmante católico de la Declaración de Independencia de los Estados Unidos. Carroll Park es una extensa zona de canchas de baloncesto callejeras, paseos y áreas de descanso, ubicado entre las calles Court y Smith, con la calle Carroll al sur y la calle President al norte. Fue construido a finales del siglo XIX y nombrado también por Carroll. El barrio es parte del Brooklyn Community Board 6.
Carroll Gardens tiene una gran reputación de barrio italoestadounidense de tiendas familiares, repleto a día de hoy de cafeterías, boutiques y tiendas de antigüedades. Comparte la frontera norte con Cobble Hill en la calle Degraw y Boerum Hill en la calle Warren, mientras se extiende al sur por la avenida Hamilton y Red Hook. Antes de la gentrificación a mediados de los años 1960, esta parte de South Brooklyn fue considerada por los residentes como parte de Red Hook. En los años 1940, sin embargo, el extremo sur de Red Hook fue separado del resto del barrio por la construcción de la Brooklyn-Queens Expressway y la Gowanus Expressway, y la zona ahora conocida como Carroll Gardens tomó un carácter diferente e independiente. Hoy en día, Carroll Gardens es un barrio de clase media, mientras que Red Hook, que se mantuvo como una zona de clase trabajadora, ha comenzado a sentir los efectos de la gentrificación.
Antes de que los italoestadounidenses se instalaran en la zona, Carroll Gardens fue colonizado por irlandeses estadounidenses a principios del siglo XIX, y a mediados de siglo por los noruegos estadounidenses, quienes fundaron la Iglesia Noruega de Marineros, una majestuosa estructura brownstone que fue visitada por el Rey de Noruega durante una visista oficial a los Estados Unidos, y que aún se mantiene en pie en la esquina de la First Place y la calle Clinton. En 1846, Richard Butts creó los jardines delanteros en las famosas casas brownstone en la zona antigua del barrio. Los brownstones están retirados de la calle por 30 o 40 pies para dar lugar a los atípicos jardines delanteros de Brooklyn. El Distrito Histórico de Carroll Gardens, que incluye algunos de los mejores ejemplos de los brownstones con jardines delanteros, está limitado aproximadamente por la 3rd Place al sur, la calle President al norte, la Hoyt al este y la calle Smith al oeste.
En Carroll Gardens también están ubicados el Gowanus Canal y las iglesias St. Paul's y St. Mary's Star of the Sea.